# Смирновское (село)
Смирновское — село в Земетчинском районе Пензенской области России, входит в состав городского поселения рабочий посёлок Земетчино.

## География
Село расположено в 2 км на юго-восток от районного центра Земетчино.

## История
Основано в начале XX в. как хутор в составе Земетчинской волости Моршанского уезда Тамбовской губернии, вероятно, в связи со Столыпинской аграрной реформой. 
С 1928 года село в составе Земетчинского района Тамбовского округа Центрально-Чернозёмной области (с 1939 года — в составе Пензенской области). С начала 1930-х годов – часть совхоза «Пролетарский». 

## Население
| 1926 | 1936 | 1979 | 1989 | 1996 | 2002 | 2010 |
| ---- | ---- | ---- | ---- | ---- | ---- | ---- |
| 77   | ↗142 | ↗369 | ↗405 | ↘183 | ↘148 | ↘85  |